# Giuseppe Abbamonte
Giuseppe Antonio Abbamonte (Caggiano, 21 de janeiro de 1759 – Nápoles, 9 de agosto de 1819) foi um político napolitano da Itália. Tomou parte activa na revolução italiana dos fins do século XVIII.